# PostFinance
PostFinance es la unidad de servicios financieros de Swiss Post, fundada en 1906. Hacia 2023, es la quinta institución financiera minorista más grande de Suiza. Su principal área de actividad se encuentra en los pagos nacionales e internacionales y una parte menor pero creciente en las áreas de ahorro, pensiones e inmobiliaria.
PostFinance es propiedad exclusiva del gobierno suizo.

## Historia
En 2013, la Autoridad Suiza Supervisora del Mercado Financiero (FINMA) otorgó a PostFinance una licencia bancaria. En 2015, PostFinance fue declarada "institución financiera de importancia sistemática" en Suiza por el Banco Nacional Suizo, lo que significa que el banco debe seguir regulaciones especiales con respecto a la liquidez y la equidad. En 2016, PostFinance comenzó a aplicar una tarifa anual del 1 % a los depósitos superiores a 1 millón de francos.
En 2020, las ganancias de PostFinance cayeron a 131 millones de francos suizos (de 246 millones en 2019 y 229 millones de francos en 2018) y sus clientes se redujeron a 2,69 millones (de 2,74 millones en 2019). Se suprimieron 129 puestos de trabajo para ajustarse a la caída de ingresos; también se habían suprimido 500 puestos en 2018.
A principios de 2021, el gobierno suizo estaba considerando la privatización del banco para permitirle actuar como una institución financiera privada normal (incluida la concesión de hipotecas y préstamos). Sin embargo, este proceso implicaría cambiar la Ley Postal y hacer que el gobierno recupere el capital del banco durante una fase de transición. En febrero de 2022, el oligarca ruso residente en Suiza Víktor Vekselberg ganó una demanda contra PostFinance después de que el banco cerrara su cuenta en 2018 tras las sanciones que le impusieron las autoridades estadounidenses.

## Descripción
PostFinance tiene una calificación crediticia AA+ de Standard & Poor's.